# Авраамий (митрополит Рязанский)
Митрополит Авраамий (ум. 27 февраля 1708, Москва) — епископ Русской православной церкви, митрополит Рязанский и Муромский.
Был архимандритом Московского Спасо-Андрониева монастыря.
9 (19) января 1687 года рукоположен в епископа Рязанского и Муромского с возведением в сан митрополита. Хиротонию возглавил патриарх Московский Иоаким.
В 1689 году Авраамий заключает подряд на изготовление иконостаса в новый Успенский собор. Почти возведённый собор рухнул в апреле 1692 года. В 1693 году Авраамий заключает подряд на постройку нового Успенского собора с известным зодчим Яковом Григорьевичем Бухвостовым.
В марте 1700 году Авраамий удалился на покой по старости в Знаменский московский монастырь, где и скончался 27 февраля 1708 года.